# 披针叶荚蒾
披针叶荚蒾（学名：Viburnum lancifolium）是五福花科荚蒾属的植物，为中国的特有植物。分布于中国大陆的江西、福建、浙江等地，生长于海拔200米至500米的地区，多生长于山坡疏林中、林缘和灌丛中，目前尚未由人工引种栽培。